# Обединен блок на труда „Български лейбъристи“
Обединен блок на труда (ОБТ) е политическа партия в България, основана през месец май 1997 година от бившия синдикален лидер проф. Кръстьо Петков. През 2010 година партията променя името си на – Българска лейбъристка партия.

## Участия в избори
На парламентарните избори през 2001 година партията участва в рамките на Коалиция за България, съставена от около 15 формации, между които и БСП.
На парламентарните избори през 2005 година партията участва в рамките на Коалиция на розата (Българска социалдемокрация, Обединен блок на труда, НДПС). Коалицията постига резултат 1,3% от гласовете, остава извън парламента и след изборите коалицията се разпуска.